# Collegium Novum
Le Collegium Novum en français : « Nouveau Collège » est un bâtiment du XIXe siècle, de l'université Jagellonne de Cracovie en Pologne.
Cet édifice fut construit entre 1873 et 1887. C'est l'architecte Feliks Księżarski qui lui a donné ce style néogothique. Il fut inauguré en juin 1887 pour la commemoration des 500 ans de la fondation de l'université. Le Collegium Novum remplaça un ancien centre académique nommé Jerusalem, détruit par le feu au milieu du XIXe siècle.
Le bâtiment contient des salles de conférence, un splendide hall pour la tenue d’assemblées et de réunions, appelé Aula, lieu intéressant pour son plafond Renaissance, sa chaire réalisée par Tadeusz Stryjeński et les portraits de bienfaiteurs, professeurs et rois.
Dans le Collegium Novum se trouvent les bureaux du recteur, des doyens et les bureaux d'autres autorités universitaires aussi bien que ceux d'un certain nombre de professeurs éminents.
Jusqu'à la Première Guerre mondiale, le portrait de l'empereur d'Autriche, François-Joseph Ier trônait dans la grande salle Aula. Le 31 octobre 1918, un groupe d'étudiants l'a déchiré en morceaux, manifestant ainsi leur soutien à une République indépendante polonaise. Néanmoins d'autres toiles survécurent à ce mouvement étudiant, telles que celles de Casimir III de Pologne, de Ladislas II Jagellon, de Hedwige Ire de Pologne, ainsi que les œuvres de Jan Matejko notamment celle intitulée L'Astronome Copernic ou Conversations avec Dieu.
Au premier étage se trouve une salle de conférence, nommée Józef Szujski, dans laquelle furent arrêtés par les nazis, pendant la Seconde Guerre mondiale, 183 professeurs et leurs assistants, lors de l'opération Sonderaktion Krakau. Les enseignants furent déportés vers les camps de concentration de Sachsenhausen et de Dachau.
La restauration des façades du Collegium Novum fut réalisée au cours des années 1990, ainsi que la modernisation de la grande salle de réunion Aula en 1999.

## Galerie

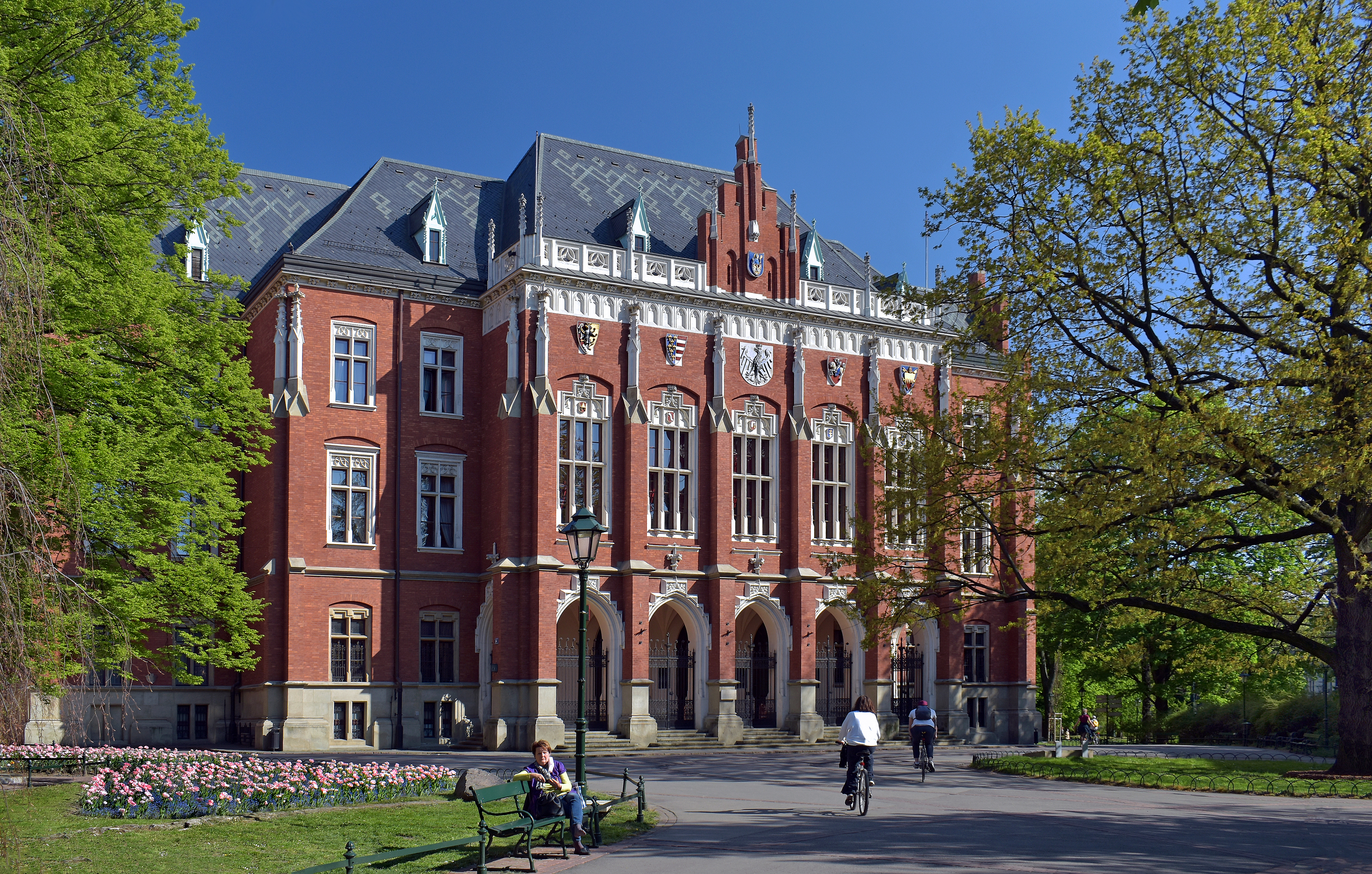
Collegium Novum de l'Université Jagellonne
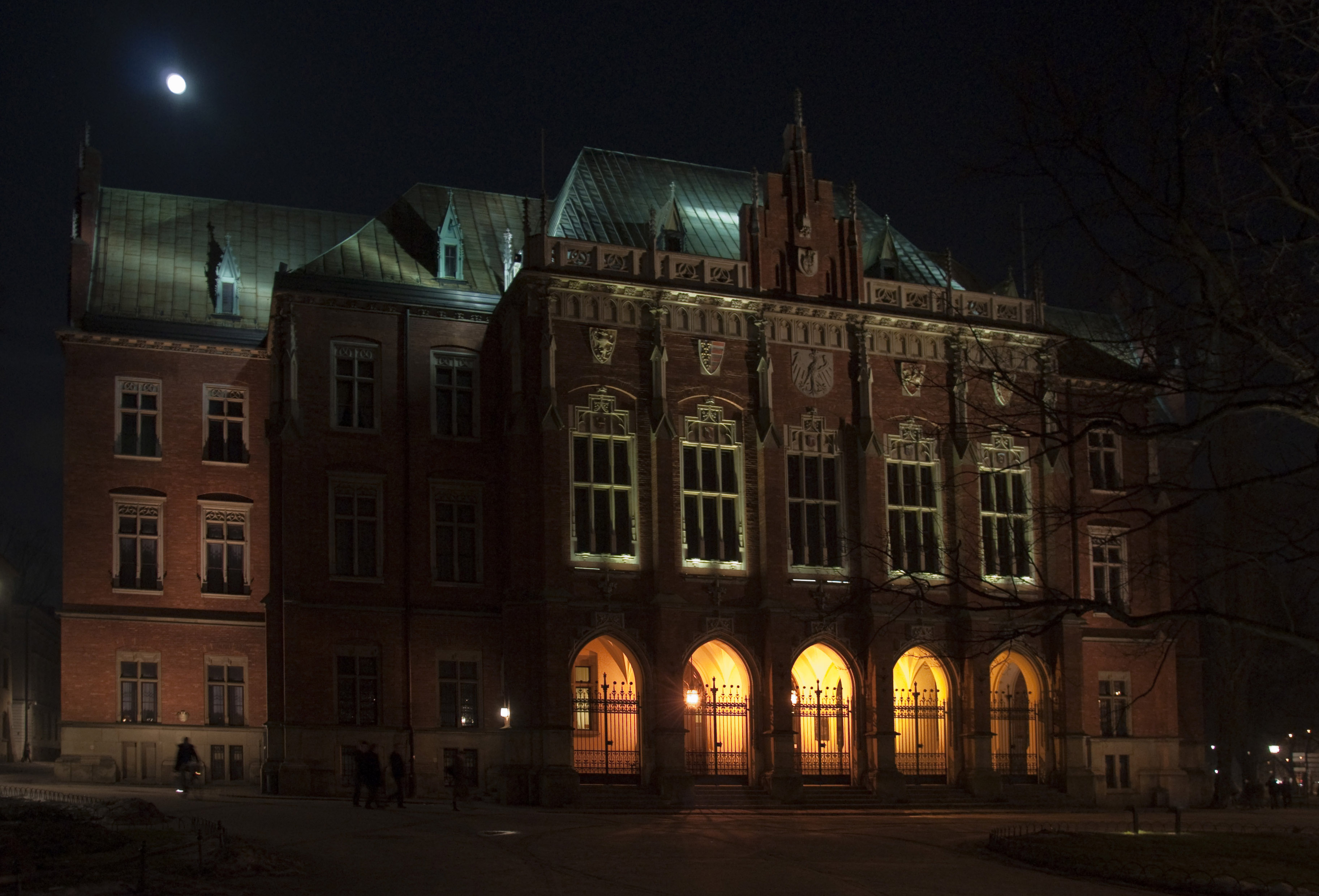
Collegium Novum à la nuit
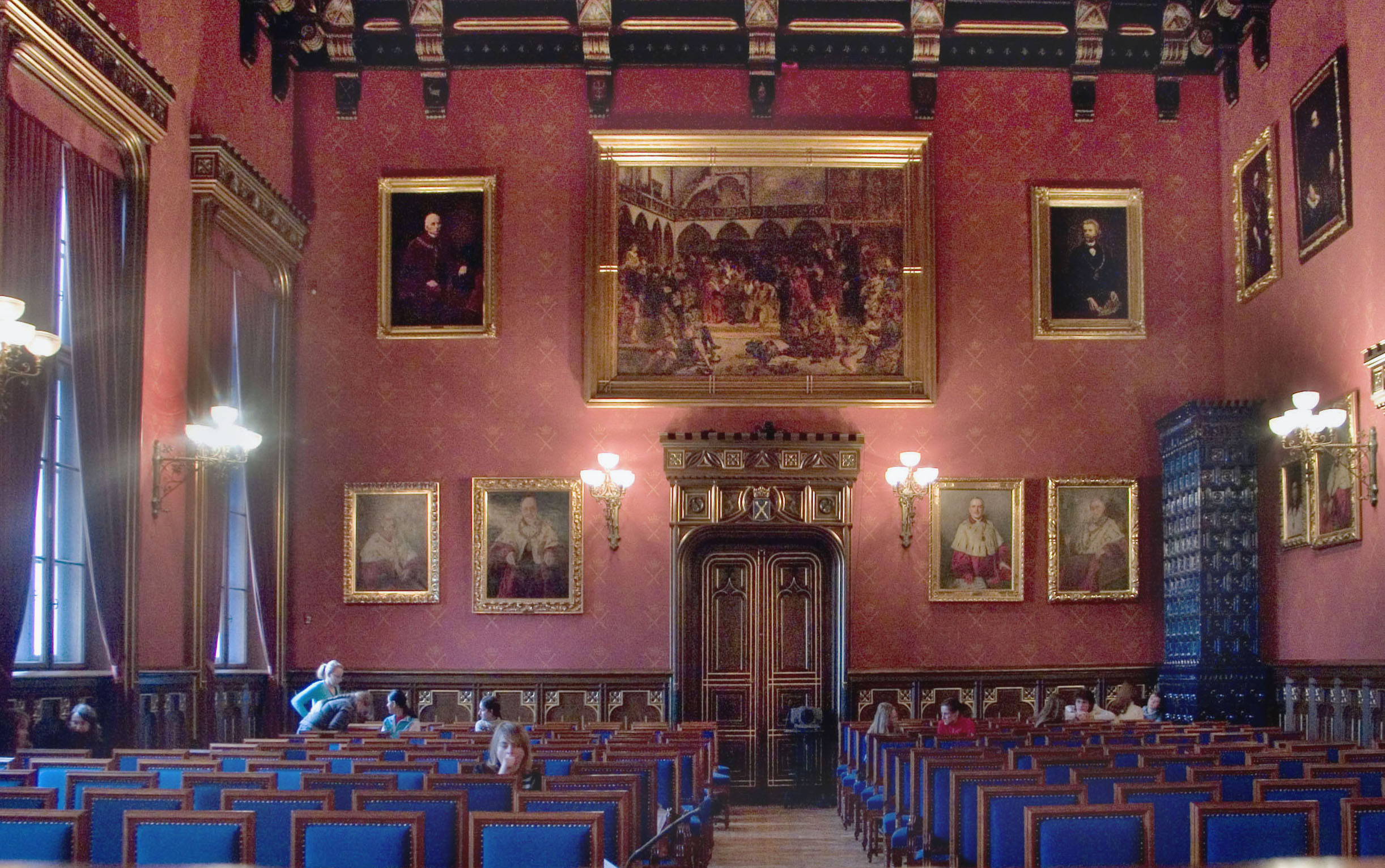
L'assemblée Aula de l'université Jagellonne à Cracovie en Pologne
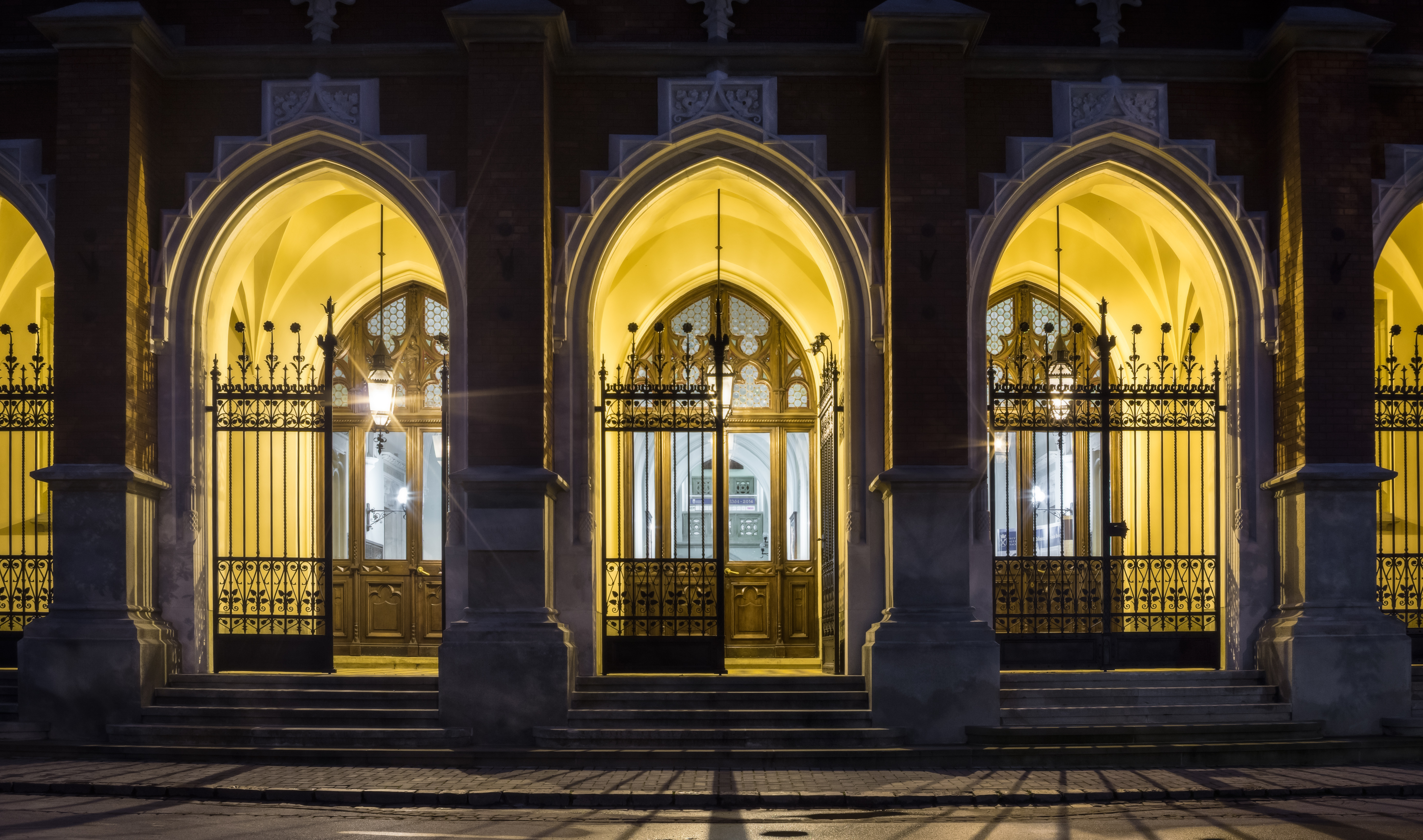
Arcades du collegium novum. Septembre 2014.
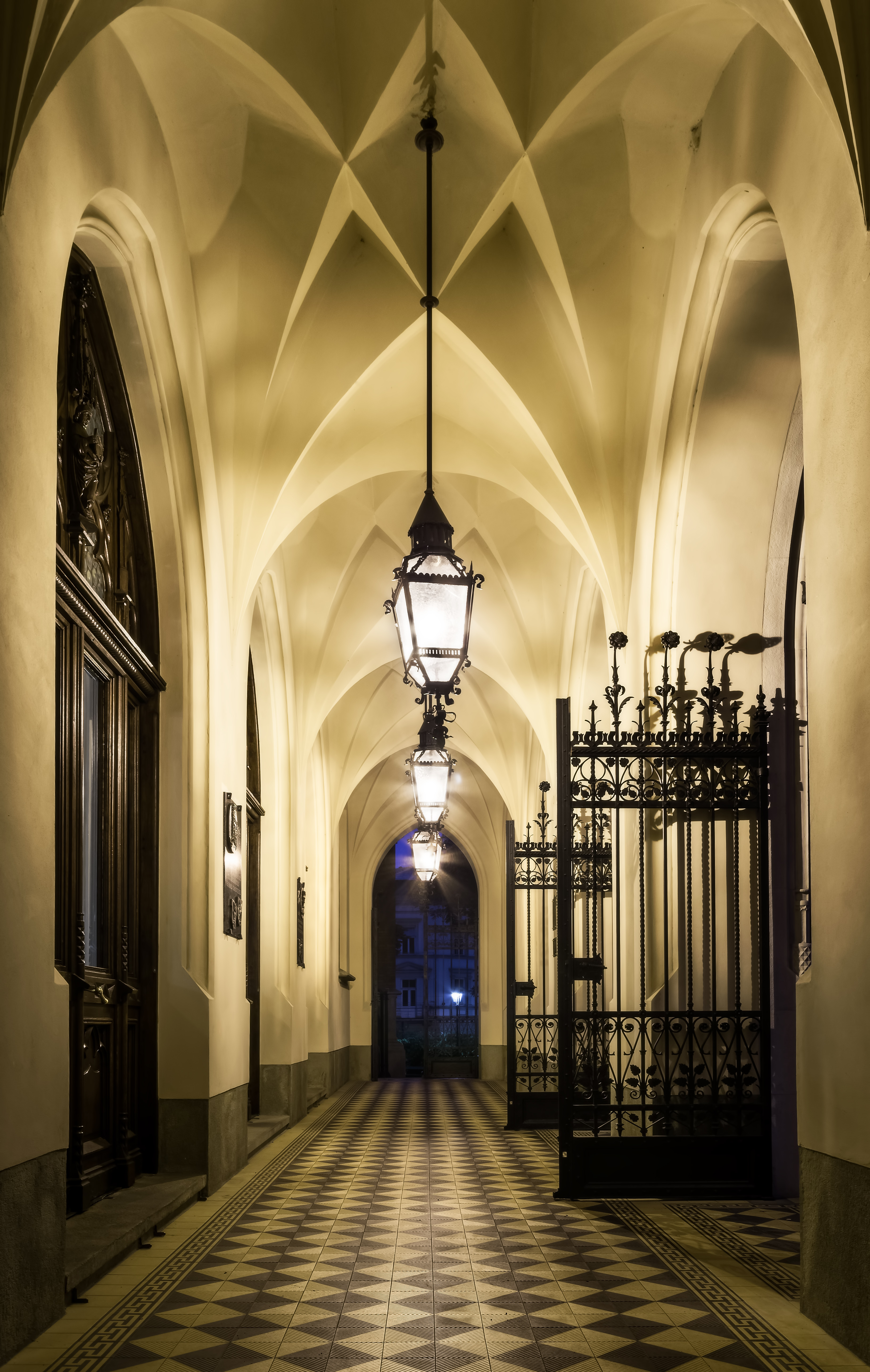
Dans le collegium novum. Septembre 2014.
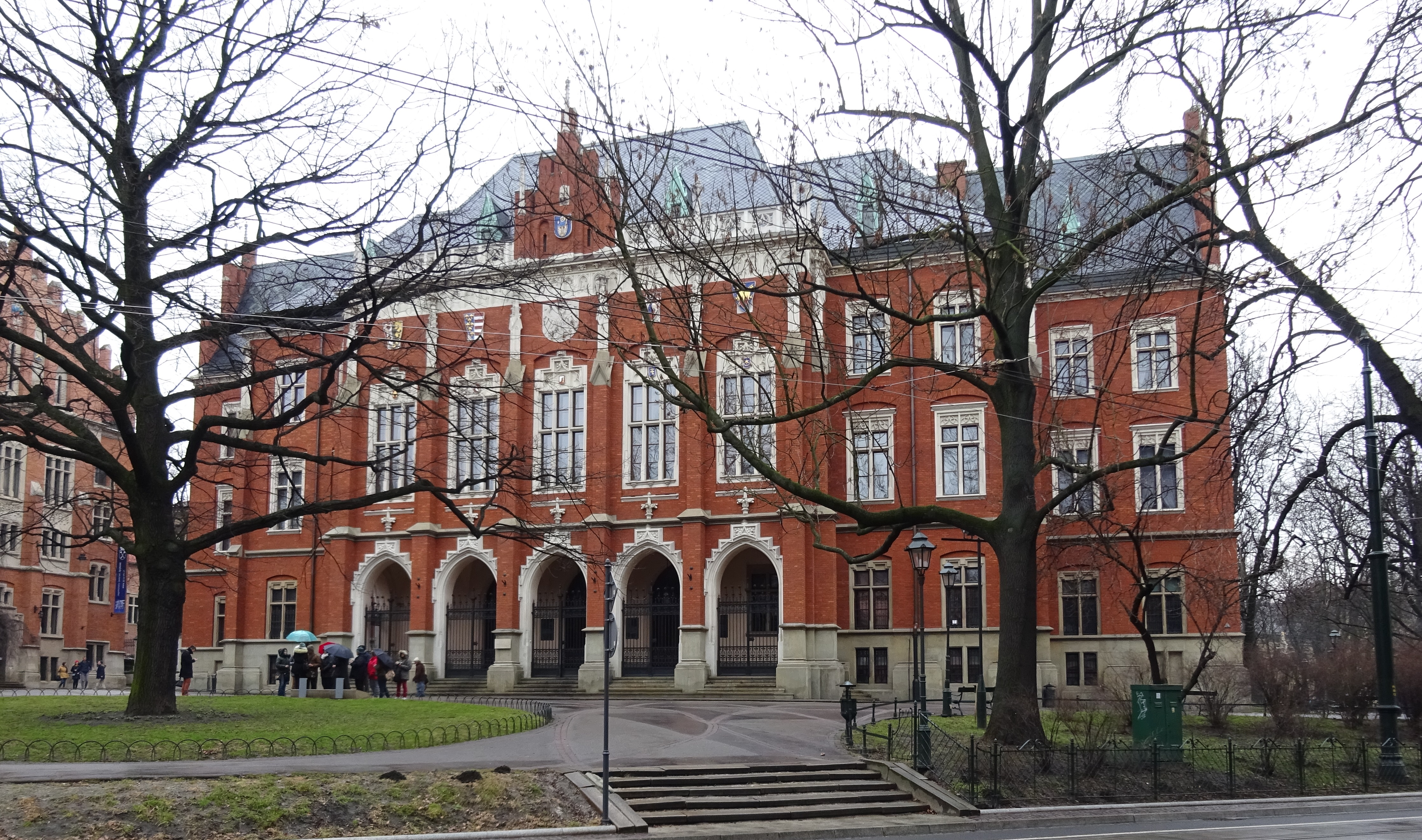
Vue depuis l’ouest, en hiver.
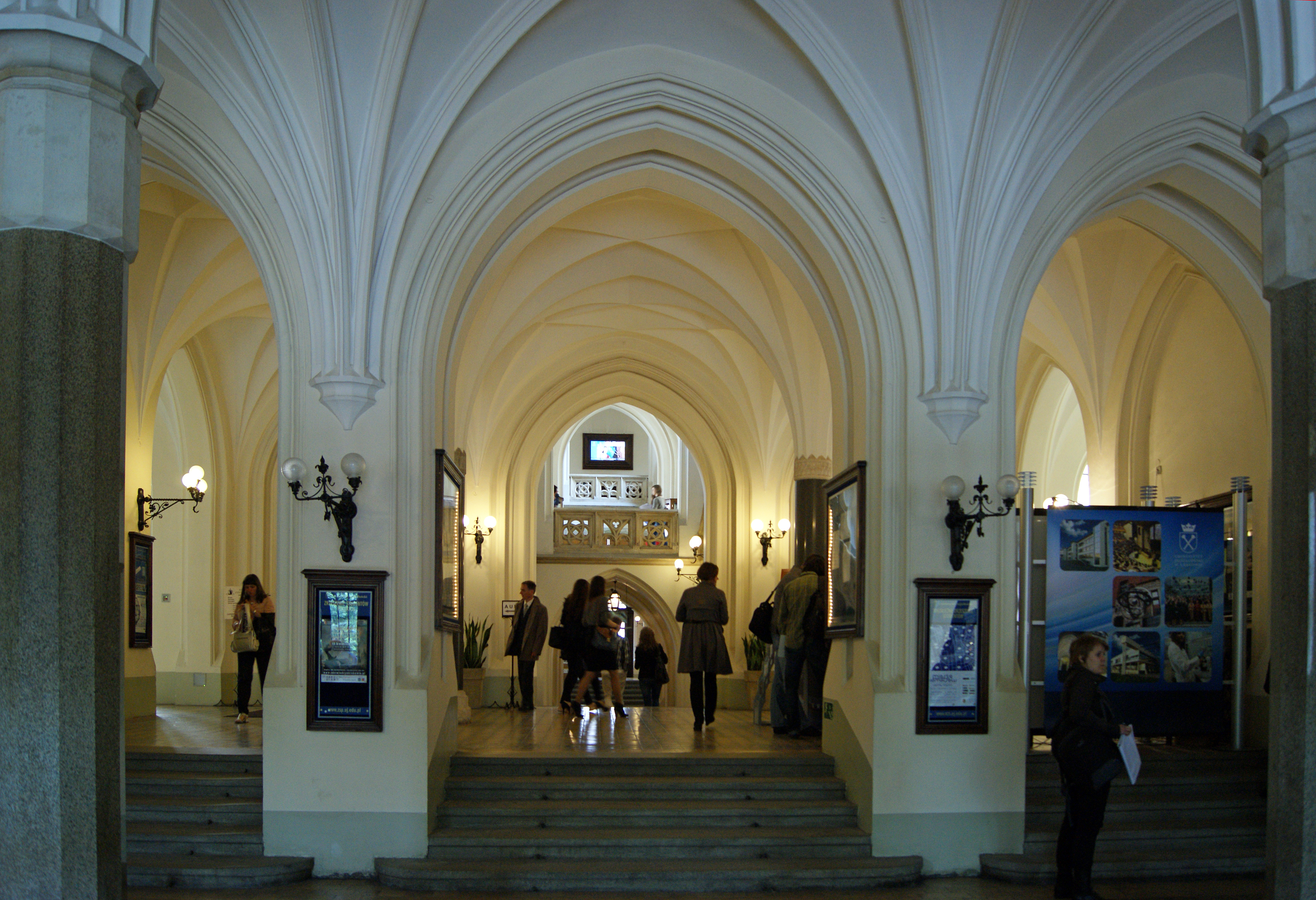
Le vestibule.
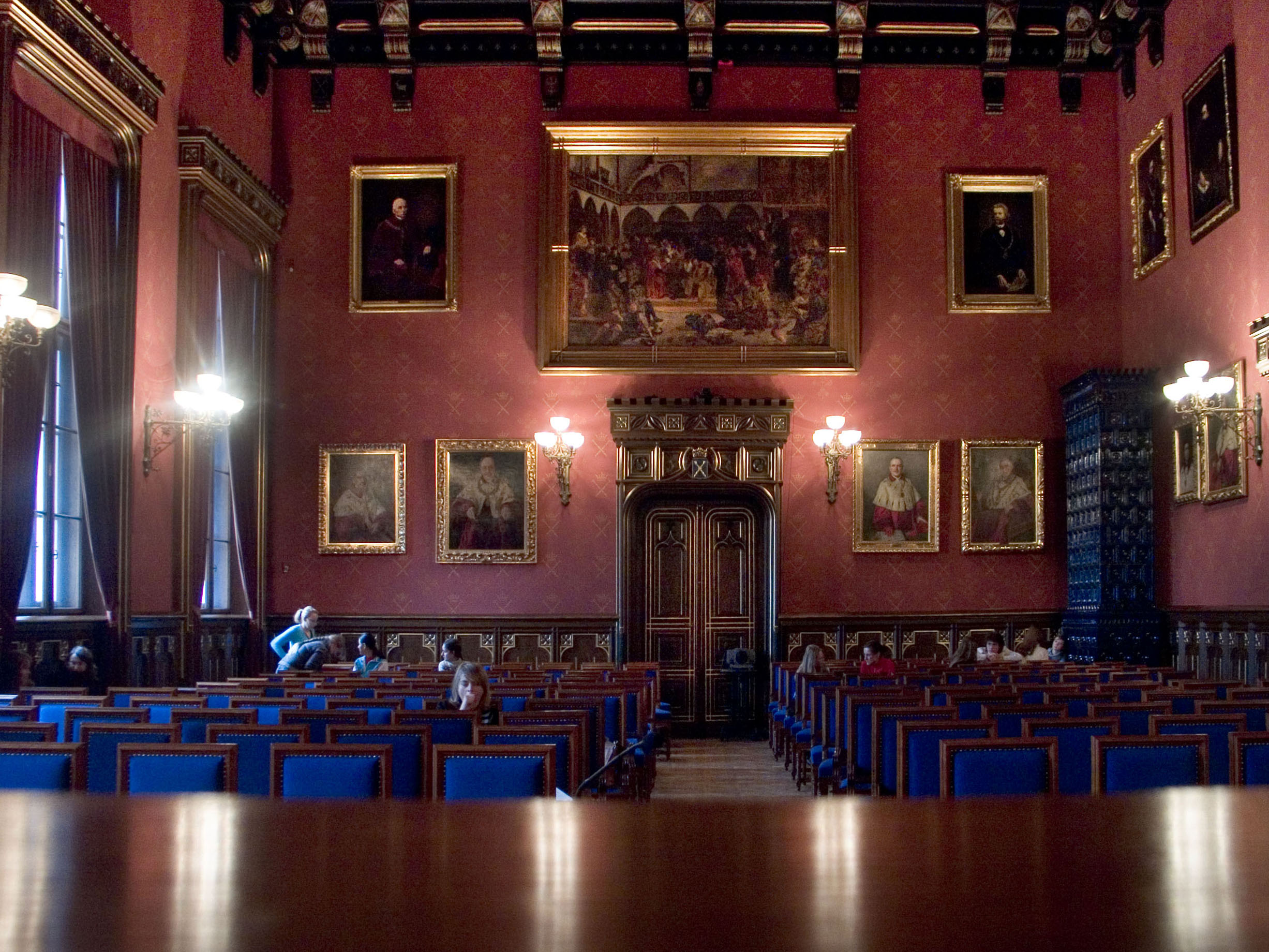
L’auditorium universitaire.
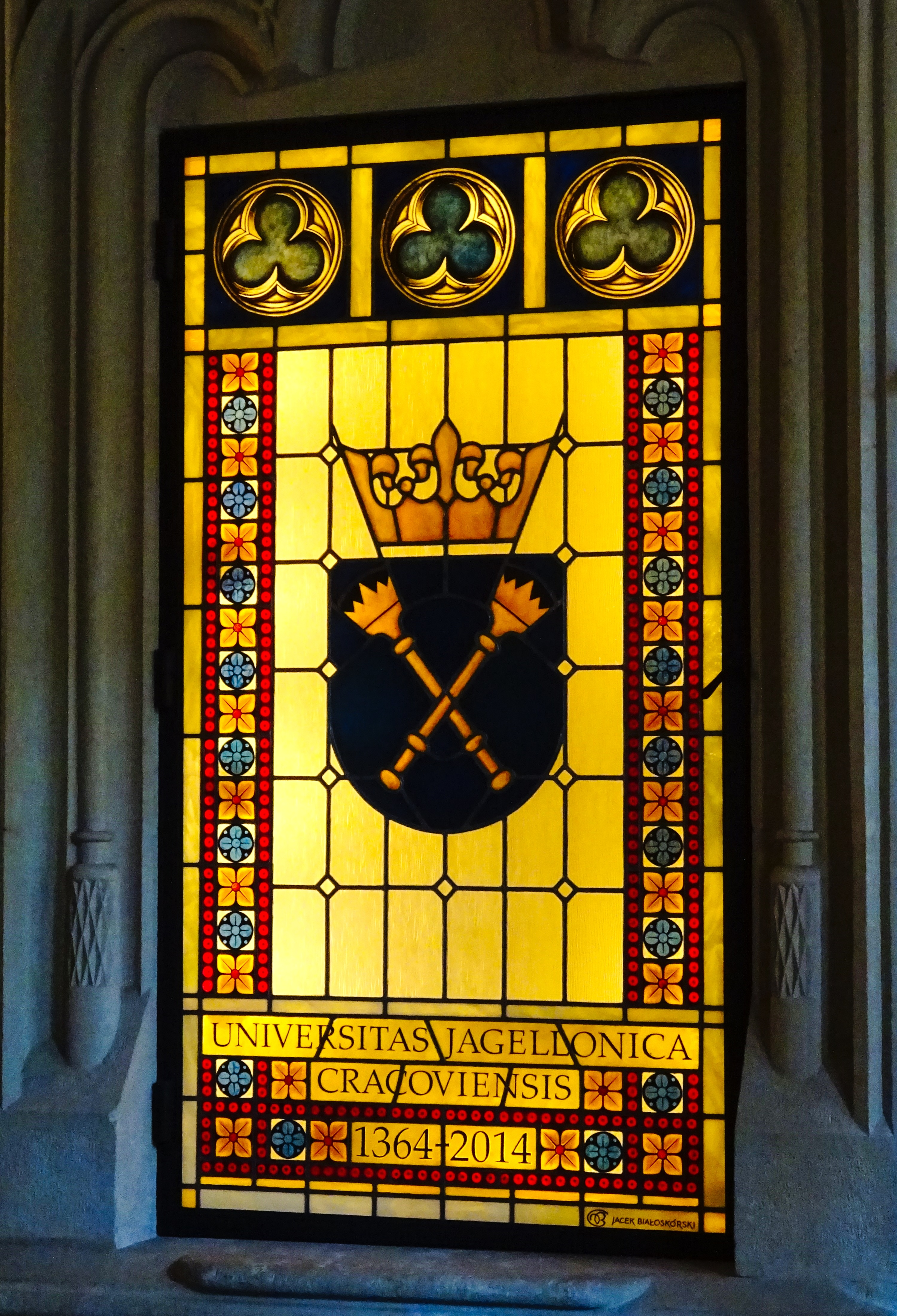
Vitrail commémoratif dévoilé le 10 janvier 2014 à l’occasion du 650e anniversaire de la fondation de l’université.
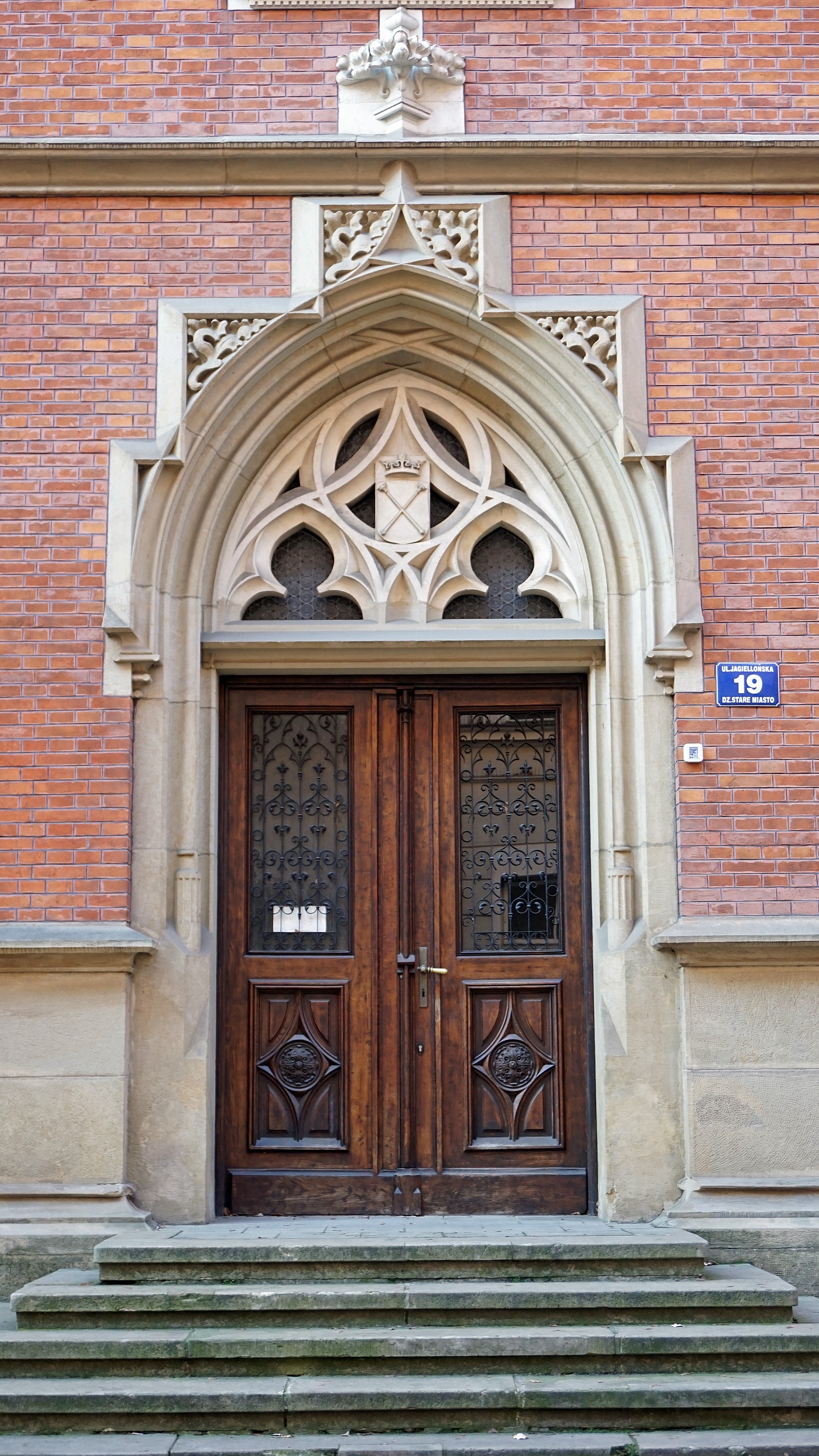
La porte d’entrée côté rue Jagiellońska.
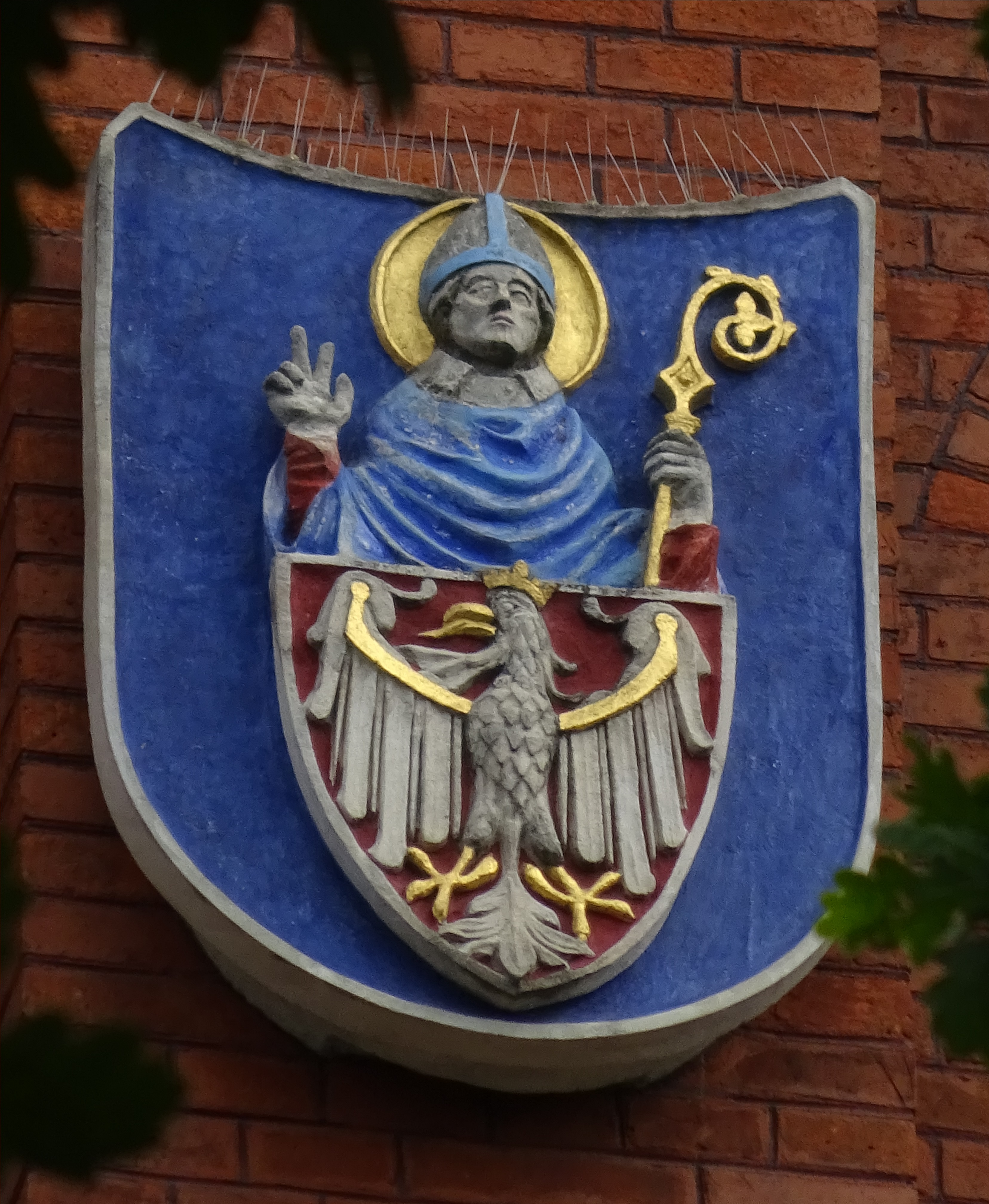
Armoiries traditionnelles de l’Université Jagellonne sur la façade.
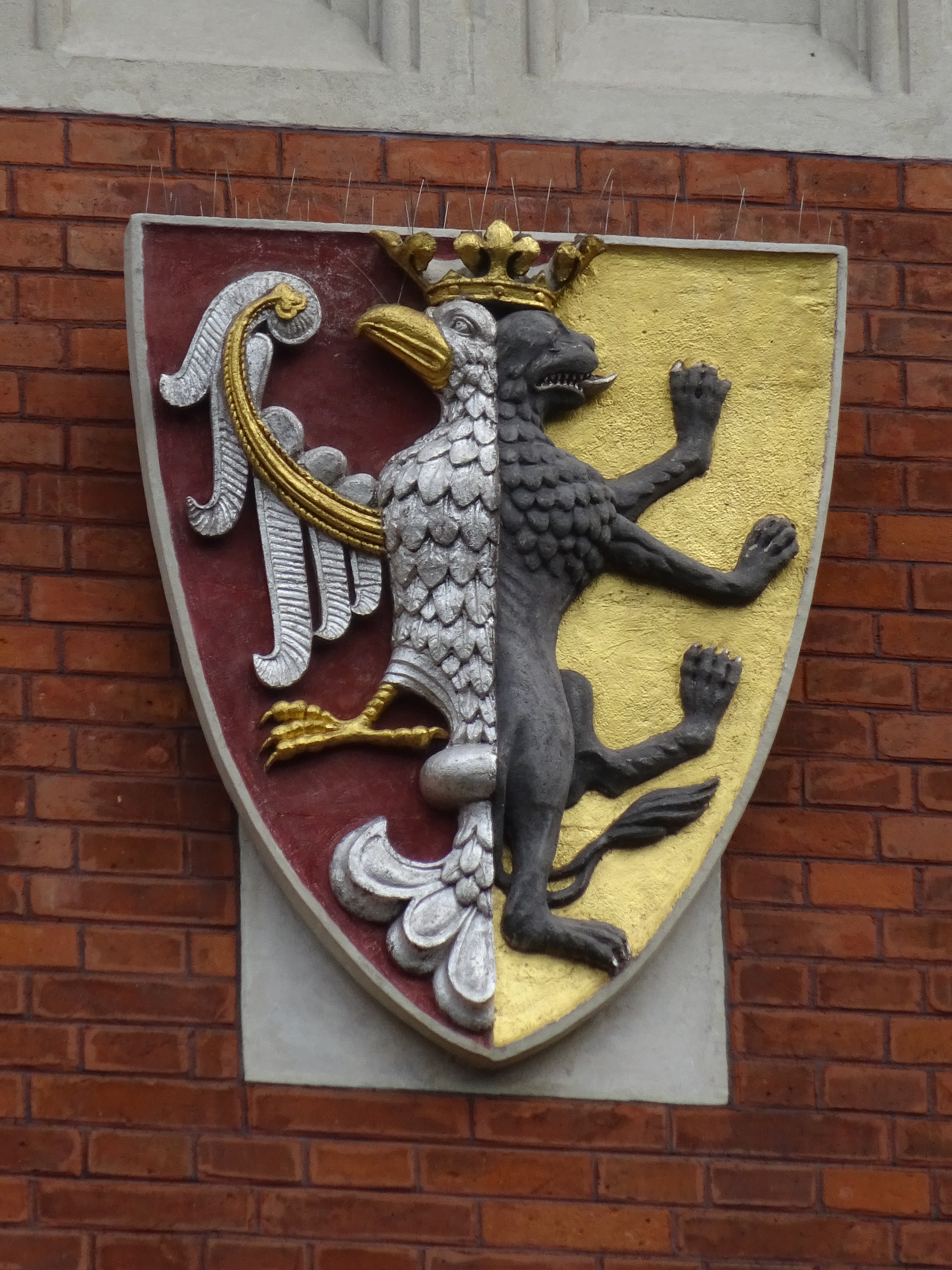
Les armoiries de Casimir III le Grand (demi-écu avec les armoiries du duché de Brześć-Kujawy et un aigle) sur la façade.
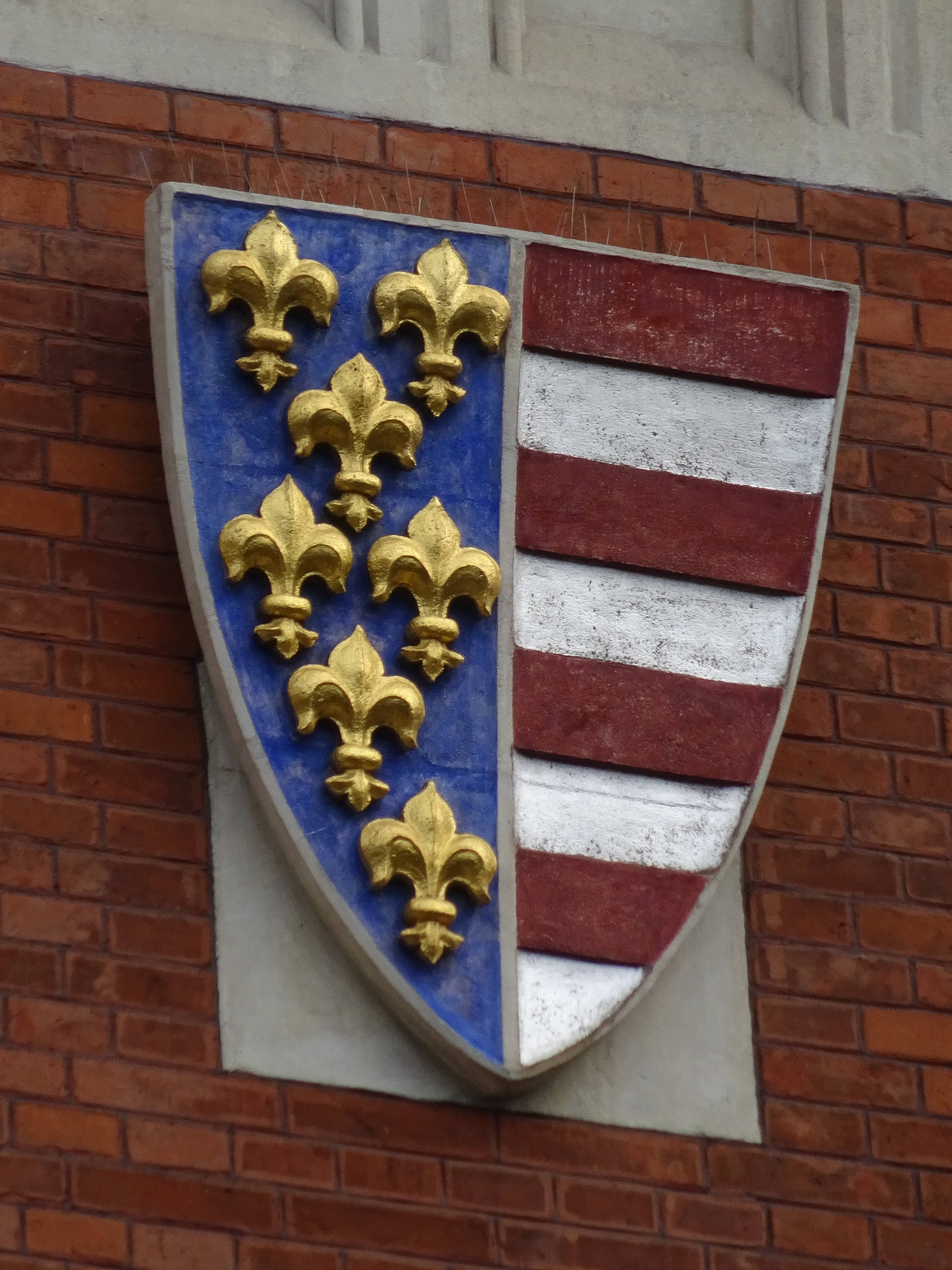
Les armoiries de la reine Hedwige (de la maison d’Anjou) sur la façade.
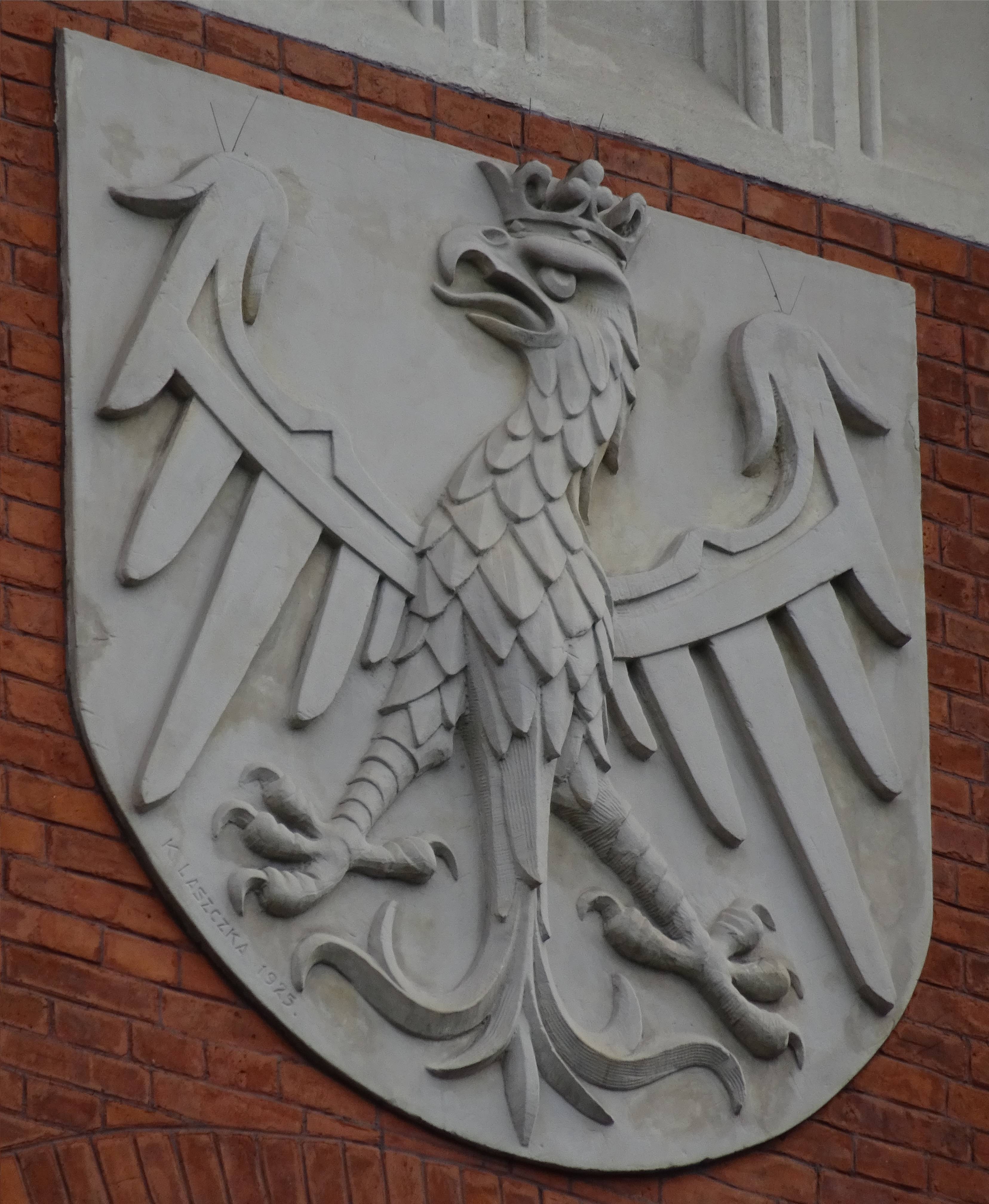
Les armoiries de la Pologne dans le style de l’aigle jagellon.
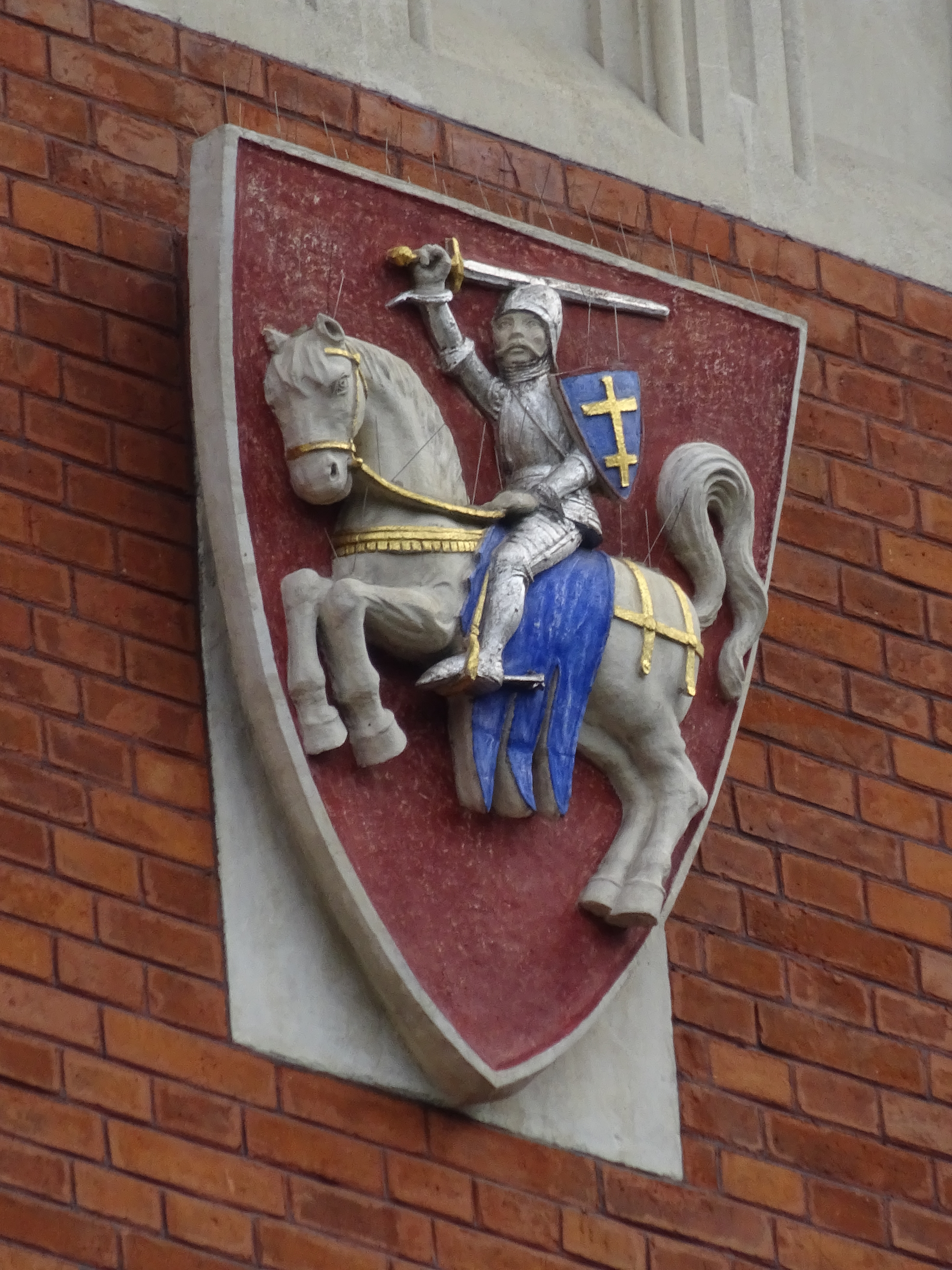
Les armoiries du Grand-Duché de Lituanie (Pogoniec).
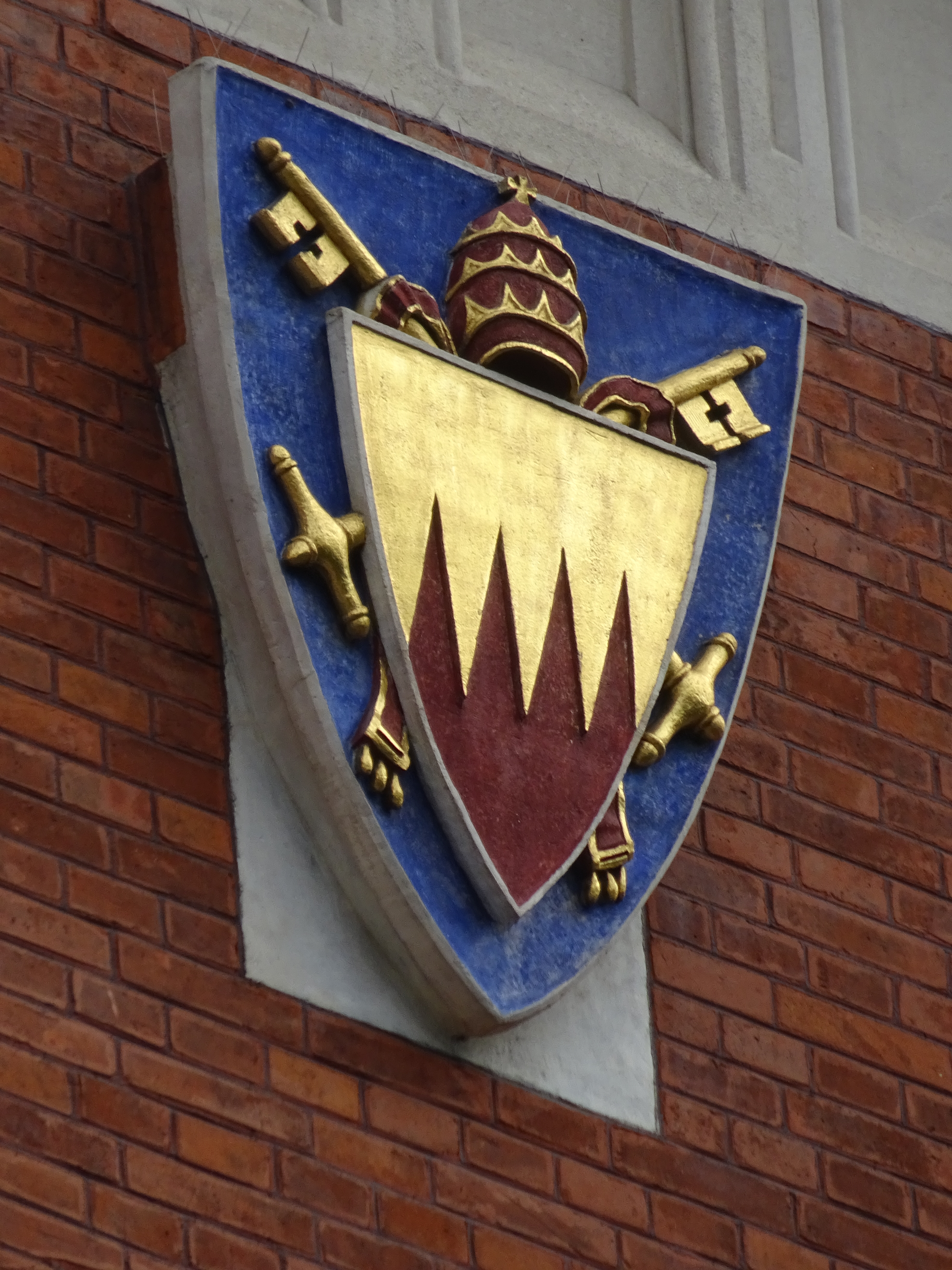
Les armoiries du pape Urbain V, qui a publié la bulle autorisant la création de l’Académie de Cracovie.
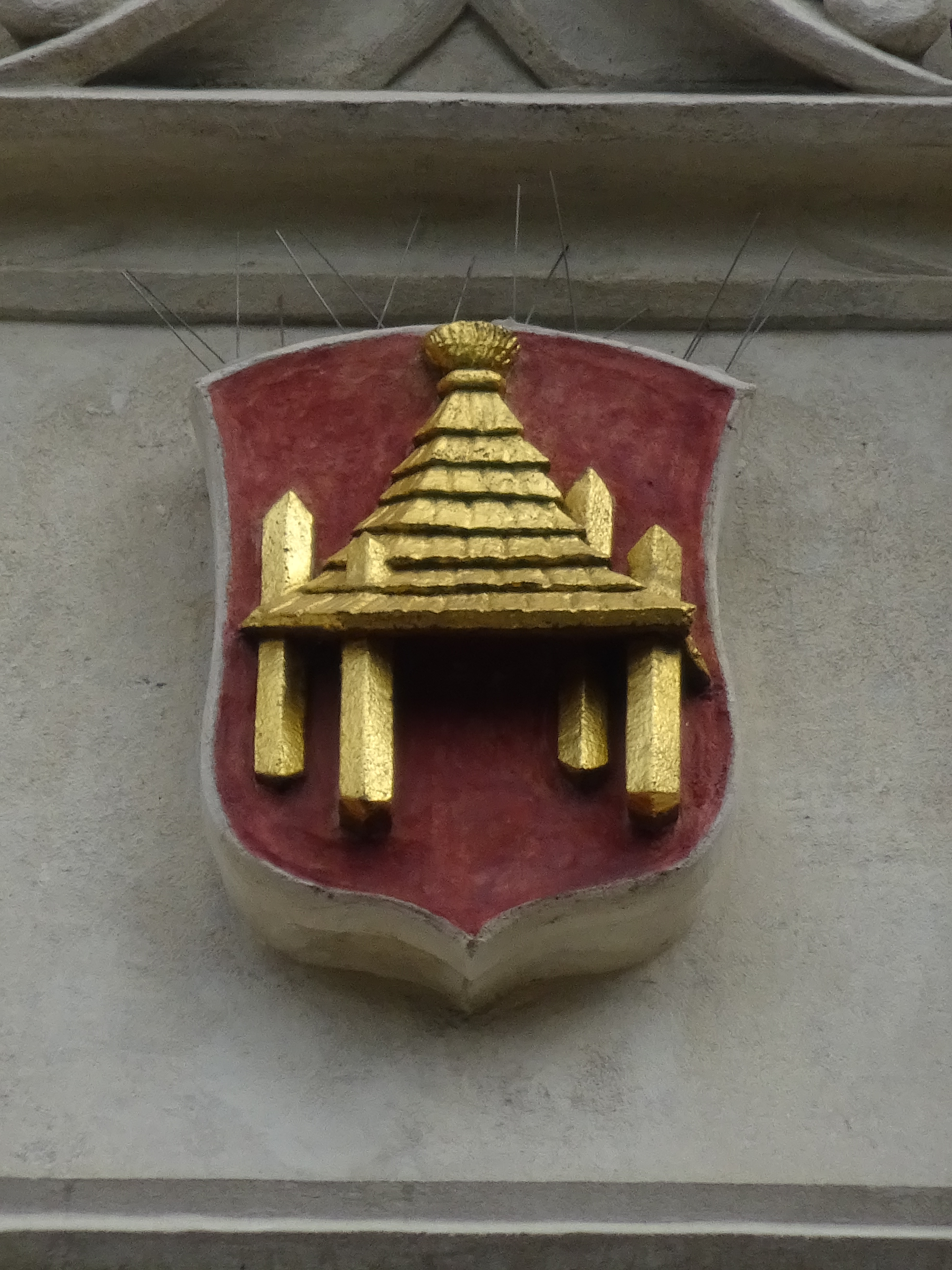
Les armoiries "Leszczyc"
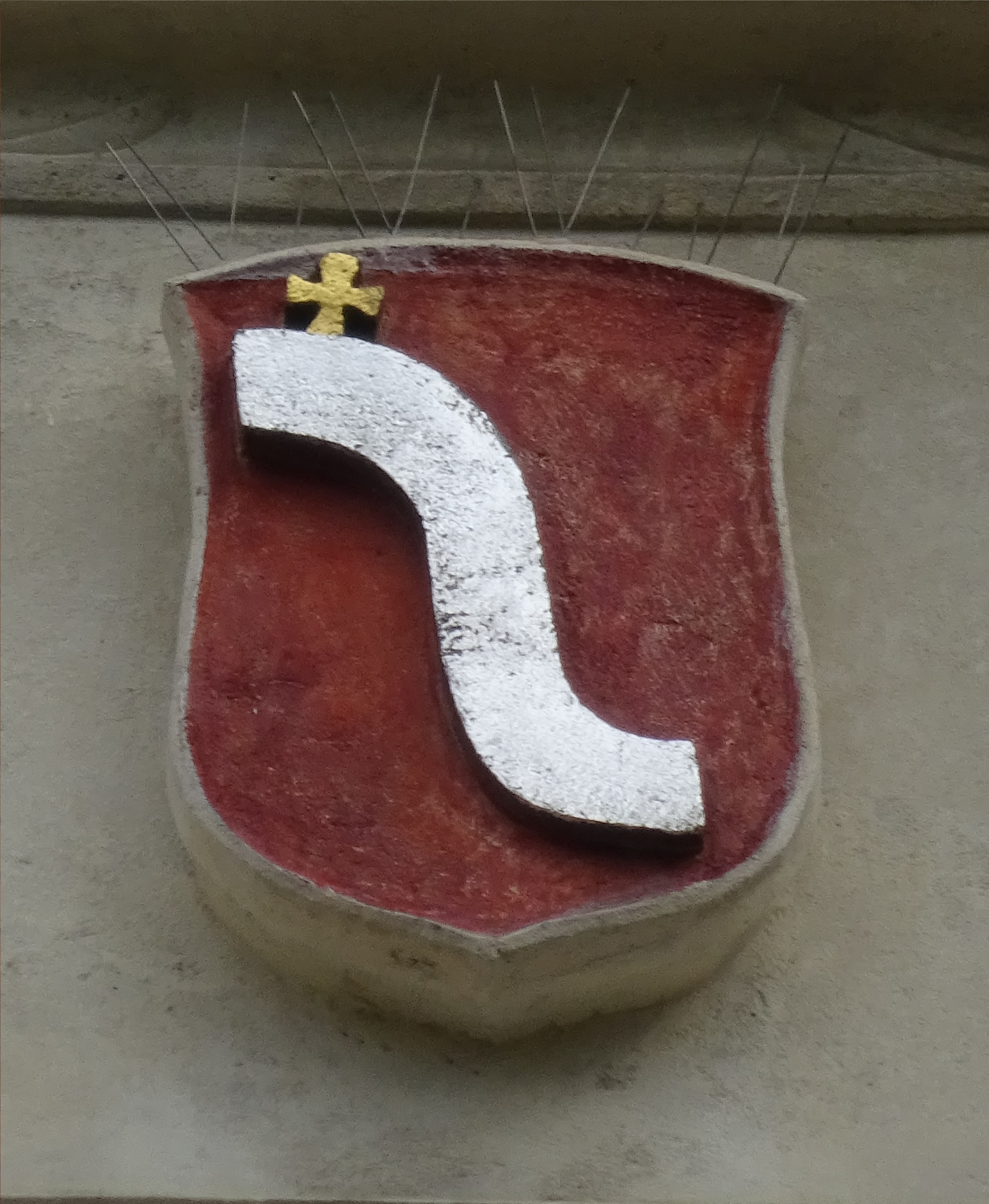
Les armoiries "Szreniawa"
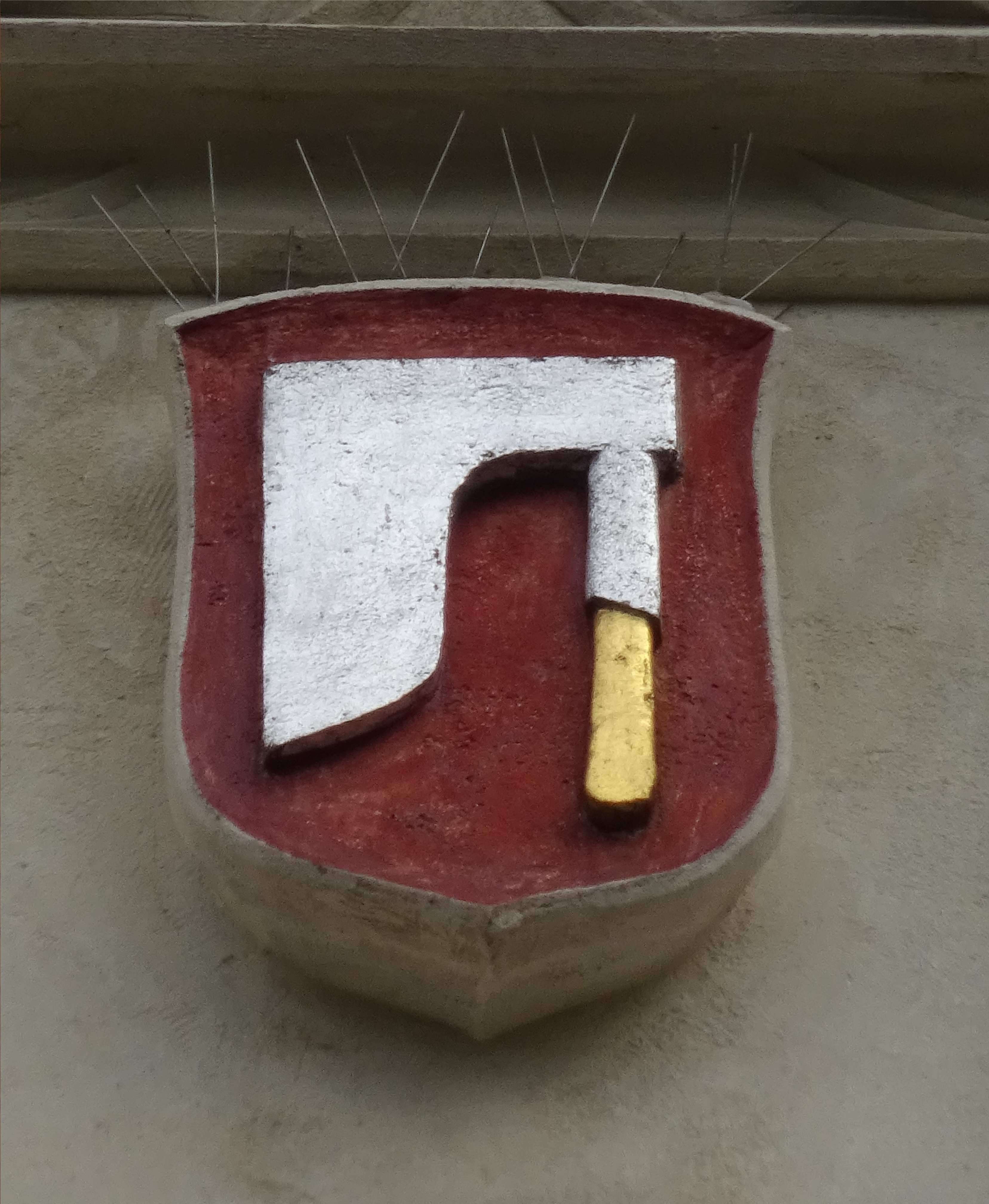
Les armoiries "Topór"
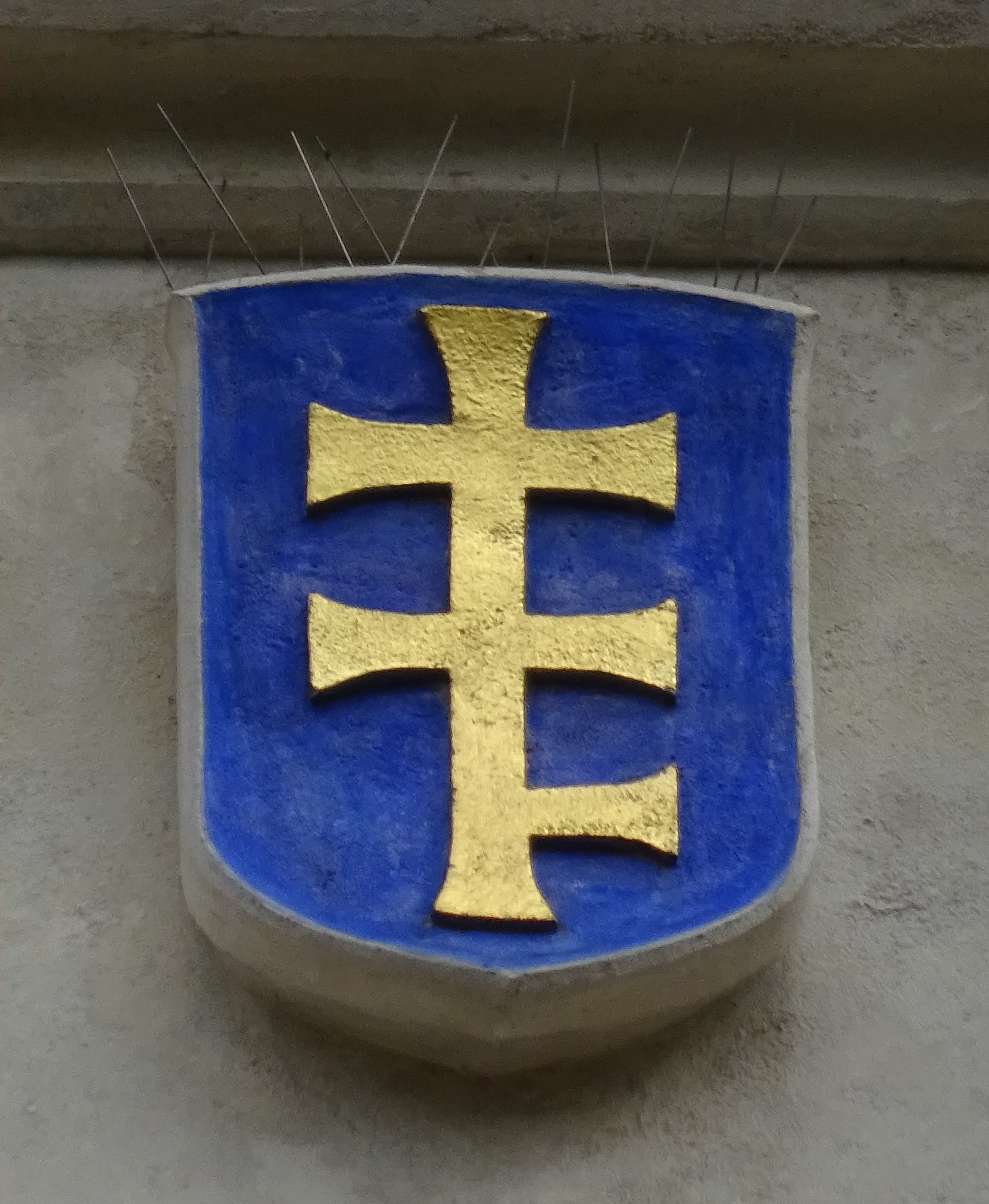
Les armoiries "Pilawa"
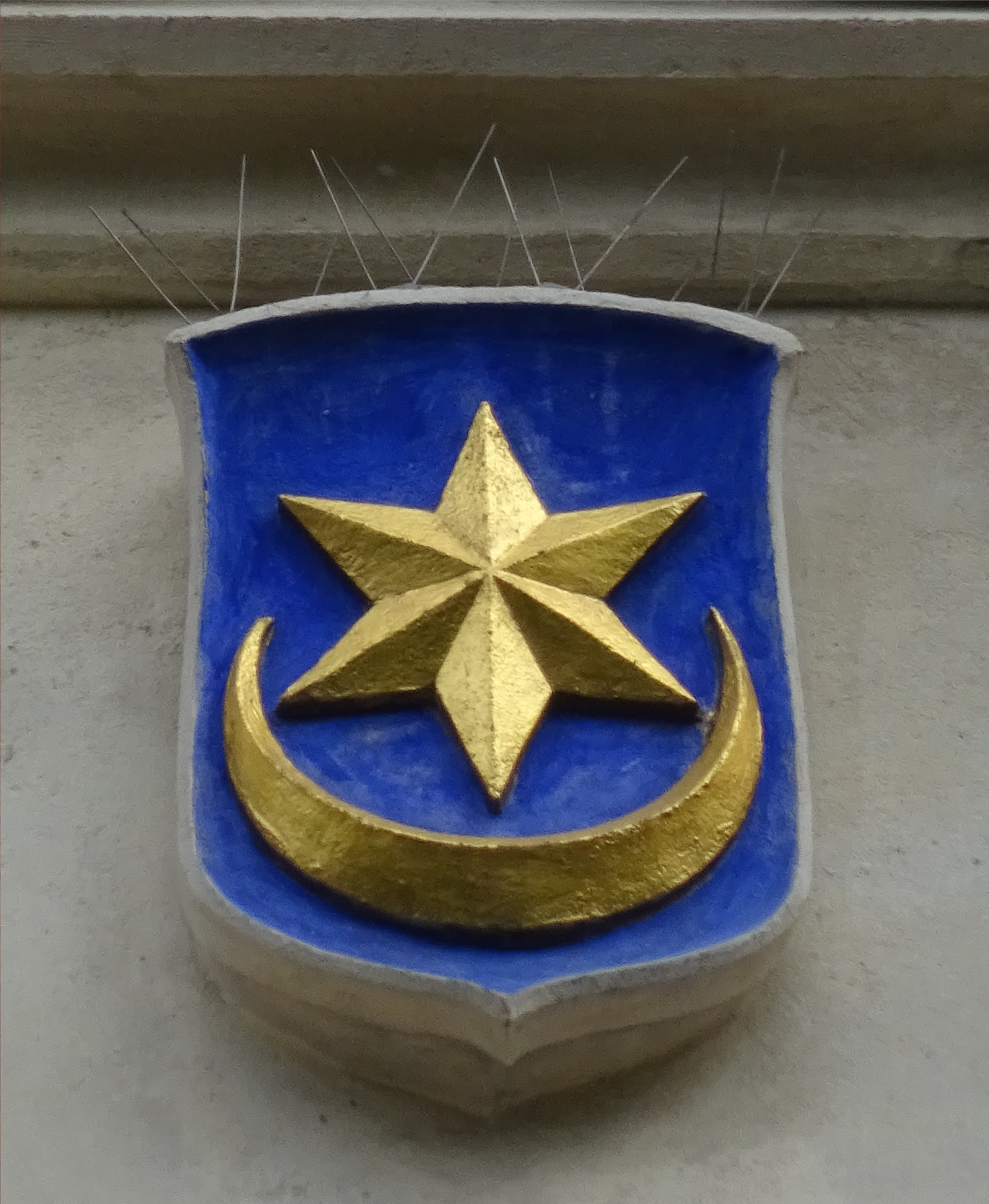
Les armoiries "Leliwa"